# Мянтютунтури
Мя́нтюту́нтури (фин. Mäntytunturi) — гора на севере Лоухского района Республики Карелия. Высота горы — 550 м.
Находится на территории Национального парка «Паанаярви». Является второй по высоте горой национального парка. Находится в заповедной зоне «Паанаярви». На вершине — тундра. На горе произрастают редкие виды лишайников, занесенные в Красные книги Карелии и России.
Ранее Мянтютунтури относилась к Финляндии, но отошла к Советскому Союзу при передаче Салла-Куусамского района.